# 沃尔特·伯利·格里芬
沃尔特·伯利·格里芬（英語：Walter Burley Griffin，1876年11月24日—1937年2月11日）是一名美国现代主义建筑师和景观设计师，以设计建造了堪培拉知名，此外新南威尔士的格里芬和利顿也是他设计建造的。他和妻子玛丽安·马奥尼·格里芬一共设计了350多个作品。

## 生平
他出生于美国伊利诺伊州梅伍德，是家中4个孩子里的长子，父亲乔治·沃尔特·格里芬是一名保险代理人。他曾就读于橡树公园高中，后进入伊利诺伊大学厄巴纳-香槟分校，1899年本科毕业。毕业后在芝加哥的建筑事务所工作，1911年设计了堪培拉。晚年，他在印度工作，曾为勒克瑙大学设计图书馆，1937年他因腹膜炎在勒克瑙逝世。

### 线上展览
- Walter Burley Griffin: in his own right （页面存档备份，存于）, Public Broadcasting Service
- An Ideal City? The 1912 Competition to Design Canberra an online exhibition developed by the National Archives of Australia, National Library of Australia and the National Capital Authority